# Unió Nacional Independent
Unió Nacional Independent (en francès: Union Nationale Indépendent) fou un partit polític de Luxemburg.
La Unió Nacional Independent es va formar com una ruptura del Partit de la Dreta, i va ser dirigida per Hubert Loutsch i Jean-Pierre Kohner. A les eleccions legislatives luxemburgueses de 1925 va rebre els 7,3% dels vots i guanyar dos escons.
El partit va disputar les eleccions de 1928 amb el nom de «Grup Independent», que va conservar ambdós escons. Es va presentar com el «Partit Independent» a les eleccions de 1931, i va obtenir dos escons. A les eleccions de 1934 es va presentar sota el nom d'«Independents», que van perdre el seu escó del sud del país. Després de 1934, el partit ja no es va tornar a presentar a cap elecció.
| any  | vots   | %   | orde | escons |
| ---- | ------ | --- | ---- | ------ |
| 1925 | 100568 | 7,3 | 6è   | 2      |
| 1928 | 56629  | 6,6 | 4è   | 2      |
| 1931 | 40569  | 4,7 | 7è   | 2      |
| 1934 | 25694  | 1,9 | 6è   | 1      |